# Митко Григоров
 Тази статия е за политика от БКП.  За бригадния генерал вижте Митко Григоров (офицер).  
Митко Григоров Димитров е български политик от БКП, член на нейното Политбюро между 1961 – 1966 година. През 1962 – 1966 година той е неформален първи заместник на Тодор Живков в йерархията на тоталитарния режим.

## Биография

### Произход, образование и ранни години
Митко Григоров е роден на 9 септември 1920 година в село Ярловци, Трънско. Член е на Работническия младежки съюз от 1939 година и на БРП (к.) от 1940 година. През 1942 г. за нелегална дейност е арестуван и осъден на 15-годишен затвор.
След 9 септември 1944 година е освободен от затвора и работи в апарата на БРП (к.) в София, като през 1947 година завършва право в Софийския университет „Климент Охридски“. Известно време е секретар на Градския комитет на БКП в София, а от 1950 до 1954 година е завеждащ отдел „Пропаганда и агитация“ на Централния комитет (ЦК) на БКП с прекъсване в годините 1954 – 1957, когато е първи секретар на Окръжния комитет на БКП във Варна. От 4 март 1954 година е кандидат-член, а от 11 юли 1957 година – член на ЦК. Народен представител е в периода 1954 – 1987 година.

### Професионална кариера
На Юлския пленум на ЦК на БКП през 1957 година Тодор Живков го включва в състава на Централния комитет и през следващите години той става един от близките му сътрудници и съдейства за неговото издигане. През 1958 година става секретар на ЦК на партията (1958 – 1966), а през 28 ноември 1961 – 19 ноември 1966 година е същевременно и член на Политбюро на партията. През 1962 – 1966 година е министър без портфейл в първото правителство на Тодор Живков.
След отстраняването на дотогавашния министър-председател Антон Югов през 1962 година Григоров става вторият човек в партийната йерархия. Подобно на останалите, заемали тази позиция през годините, диктаторът Живков се отнася с подозрение към него и през 1966 година го отстранява. Сред поводите за това са личната му близост с друг висш функционер, Начо Папазов, както и негов опит да установи преки връзки със съветското ръководство.
От 1966 до 1969 година Григоров е представител на ЦК в редакцията на списание „Проблеми на мира и социализма“ в Прага (съвместно издание на управляващите в Организацията на Варшавския договор комунистически партии). От 1969 година за две години е посланик във Великобритания. През 1971 година става член на новосъздадения Държавен съвет, а през 1974 – 1987 година е негов заместник-председател, но вече не заема висши партийни постове.
Митко Григоров умира на 6 септември 1987 година в София. Награждаван е с три ордена „Георги Димитров“, орден „13 века България“ и почетното звание „Герой на социалистическия труд на България“.